# Butylgroep
Een butylgroep is in de organische chemie een functionele groep, bestaande uit 4 koolstofatomen en 9 waterstofatomen. Het is de vierde in de rij van alkylgroepen. Om de functionele groep aan te duiden worden diverse notaties gebruikt:
- –C4H9
- –CH2CH2CH2CH3
- –(CH2)3CH3

De naam van de groep is gebaseerd op het feit dat er vier koolstofatomen in voorkomen, net als in butaan. Het prefix but- is afgeleid uit het Latijnse butyrum, dat boter betekent. Boterzuur is de gebruikelijke naam voor butaanzuur. Zouten en esters van boterzuur heten butyraten.

## Isomerie
Er zijn 4 mogelijke isomeren van een butylgroep mogelijk:
| Structuurformule | Gebruiksnaam | geprefereerde IUPAC-naam (PIN) | Systematische naam |
|                  | n-butyl      | butyl                          | butyl              |
|                  | isobutyl     | 2-methylpropyl                 | 2-methylpropyl     |
|                  | sec-butyl    | butaan-2-yl                    | 1-methylpropyl     |
|                  | tert-butyl   | tert-butyl                     | 1,1-dimethylethyl  |

## Voorbeelden
Enkele verbindingen met een butylgroep zijn:
- n-butylacetaat
- Isobutylacetaat
- Butylhydroxytolueen
- Methyl-tert-butylether (MTBE)